# Tony Leblanc
Pour les articles homonymes, voir Leblanc.
Ignacio Fernández Sánchez, également connu sous le nom de Tony Leblanc (Madrid, 7 mai 1922 - Villaviciosa de Odón, 24 novembre 2012) est un acteur, réalisateur, compositeur musical de pasodobles et humoriste espagnol.

## Biographie
En 2001, il reçoit la Médaille d'or du mérite des beaux-arts par le Ministère de l'Éducation, de la Culture et des Sports.
Il est l'auteur d'un pasodoble à succès : Cántame un pasodoble español.
Il est décédé le 24 novembre 2012 à l'âge de 90 ans, à son domicile de Villaviciosa de Odón, Madrid , des suites d'un arrêt cardiaque.

## Filmographie
- 1944 : Eugenia de Montijo de José López Rubio
- 1945 : Le Dernier des Philippines d’Antonio Román
- 1946 : La prochaine fois que vous vivez d'Enrique Gomez
- 1946 : Pour le grand prix de Pierre Caron
- 1947 : Fuenteovejuna d'Antonio Román
- 1947 : Deux histoires pour les deux de Luis Lucia
- 1948 : Alhucemas, de José López Rubio : Valverde
- 1949 : Croix Currito de Luis Lucia
- 1949 : Feu ! d'Arthur Duarte
- 1949 : Les Indisciplinés de José Díaz Morales
- 1953 : Segundo López d'Ana Mariscal
- 1954 : Le Pêcheur de versets d'Antonio del Amo
- 1955 : Histoires de la radio de José Luis Sáenz de Heredia
- 1956 : De Antonio Santillan
- 1956 : Manolo agent de la circulation de Rafael J. Sauge
- 1957 : Le Chamberí Tiger de Pedro Luis Ramirez
- 1957 : Les anges volant d'Ignacio F. Iquino
- 1957 : Faustine de José Luis Sáenz de Heredia
- 1957 : Un manteau à carreaux d'Alfredo Hurtado
- 1957 : Filles en bleu de Pedro Lazaga
- 1958 : Histoires de Madrid de Ramón Comas
- 1958 : Secrétaire pour tout d'Ignacio F. Iquino
- 1958 : Enterrement d'un fonctionnaire au printemps de José María Zabalza
- 1959 : Le jour de l'amour de Fernando Palacios
- 1959 : Parc de Madrid d'Enrique Cahen Salaberry
- 1959 : Les tricheurs de Pedro Lazaga
- 1959 : Et après le couplet d'Ernesto Arancibia
- 1959 : De Pedro Lazaga
- 1960 : L'amour en dessous de zéro de Ricardo Blasco
- 1960 : Rafael J. Sauge
- 1960 : L'infanterie fidèle de Pedro Lazaga
- 1960 : 091 parle de la police de José Maria Forqué
- 1960 : Les personnes économiquement faibles de Pedro Lazaga
- 1960 : Don Lucio et son frère Pio de José Antonio Conde de Nieves
- 1961 : Fantômes dans la maison de Pedro Luis Ramirez
- 1961 : Les mendiants de Tony Leblanc
- 1961 : Julia et le cœlacanthe d'Antonio Momplet
- 1961 : Trois de la Croix-Rouge de Fernando Palacios
- 1961 : Le pauvre Garcia de Tony Leblanc
- 1961 : Ma nuit de noces de Tulio Demicheli
- 1962 : savait trop de Pedro Lazaga
- 1962 : Las chicas de la Cruz Roja de Rafael J. Salvia
- 1962 : Les étoiles de Miguel Lluch
- 1962 : Une île à la tomate de Tony Leblanc
- 1962 : Ville de Torrejón de Leon Klimovsky
- 1965 : Histoires de la télévision de José Luis Sáenz de Heredia
- 1966 : Never Say Goodbye de Mariano Ozores
- 1968 : Los que tocan el piano de Javier Aguirre
- 1968 : Les sous-développés de Fernando Merino
- 1968 : La dynamite est servie de Fernando Merino
- 1969 : Une fois par an ne fait pas de mal d'être hippie de Javier Aguirre
- 1970 : Argent peur de Pedro Lazaga
- 1970 : L'astronaute de Javier Aguirre
- 1970 : El hombre que se quiso matar de Rafael Gil
- 1971 : L'enveloppe verte de Rafael Gil
- 1971 : La maison du Martinez d'Agustín Navarro
- 1972 : Estudio 1, série télévisée d'Alfonso Paso, un épisode : Don Mendo
- 1972 : Ligue story d'Alfonso Paso : Dámaso
- 1973 : La jalousie, l'amour et du Marché commun d'Alfonso Paso
- 1975 : Chansons de nos vies d'Eduardo Manzanos Brochero
- 1975 : Tres suecas para tres Rodríguez de Pedro Lazaga
- 1998 : Torrente, le bras gauche de la loi de Santiago Segura
- 1999 : Nuit de fête de José Luis Moreno
- 2001 : Torrente 2: Misión en Marbella de Santiago Segura
- 2001 - 2008 : Cuéntame, série télévisée de Agustín Crespi (179 épisodes)
- 2005 : Torrente 3: El protector de Santiago Segura
- 2011 : Torrente 4: Lethal Crisis de Santiago Segura